# Арсен Огюст
Арсен Огюст (фр. Arsène Auguste; нар. 3 лютого 1951, Порт-о-Пренс, Гаїті — пом. 20 березня 1993, Маямі, Флорида, США) — гаїтянський футболіст, виступав на позиції захисника.

## Клубна кар'єра
На батьківщині виступав за «Расінг Клюб Гаітьєн», а по завершенні чемпіонату світу 1974 року виїхав до США. Виступав за «Нью-Джерсі Бреверс» в Американській футбольній лізі, допоки головний тренер «Тампи-Бей Роудіс» Едді Фірмані не запросив його до команди. «Тампа» повинна була виступати в новоствореній Північноамериканській футбольній лізі. У фіналі NASL 1975 Огюст відзначився дебютним голом за нову команду, а «Тампа-Бей» обіграла обіграла «Портленд». У команді виступав з 1975 по 1980 рік, зіграв у 75 матчах (без урахування плей-оф), а також дванадцять ігор сезону 1979/80 у MISL (Major Indoor Soccer League). У цьому ж турнірі Огюст виступав у сезоні 1980/81 років у футболці «Форт-Лодердейл Страйкерс» (також провів 12 матчів). У цей же період часу виступав за цю ж команду у «великому футболі». Під час виступів за «Тампа-Бей» двічі (1977, 1978) обирався до команди Всіх зірок NASL, відому під назвою «Друга команда NASL».
Сезон 1981/82 років відіграв за «Піттсбург Спіріт» у Major Indoor Soccer League. Останнім у кар'єрі футболіста Арсена Огючтена став сезон 1985/86 років, коли гаїтянин виступав за «Тампа-Бей Роудіс» у Major Indoor Soccer League.

## Кар'єра в збірній
Виступав за національну збірну Гаїті, періодично виводив партнерів по команді з капітанською пов'язкою. Часто переривав свої виступи в США заради виступів у національній збірній. Учасник чотирьох Золотих кубків КОНКАКАФ (1973, 1977, 1981) та чемпіонату світу 1974 року.
Помер 20 серпня 1993 року від серцевого нападу під час косіння трави біля свого будинку в Маямі, Флорида.

## Титули і досягнення
- Срібний призер Чемпіонату націй КОНКАКАФ: 1977